# Ramón Alfredo Sánchez
Ramón Alfredo Sánchez (San Juan Opico,  25 de mayo de 1982) es un futbolista salvadoreño sancionado de por vida por amaño de partidos en la selección de El Salvador. Juega de mediocampista, y aunque no puede practicar fútbol en ligas avaladas por la FIFA, llegó a jugar en el Zakho FC de la Liga de Kurdistán (no reconocida por la FIFA). Es hijo del entrenador de fútbol Ramón Sánchez.

## Trayectoria
Inició su carrera profesional con el equipo CD Juventud Independiente (1998-2000), y posteriormente pasó a las filas del CD Arcense (2000-2002), San Salvador FC (2002-2007), CD Chalatenango (2007-2008), y Alianza FC (2008-2009). Las temporadas 2009 y 2010, Sánchez jugó para San Jose Earthquakes de la MLS. Desde el Torneo Apertura 2010 de El Salvador, jugó para CD Águila; y el Torneo Apertura 2011 pasó a formar parte de las filas de AD Isidro Metapán, con el que ganó ese campeonato, el primer título nacional de su carrera.
En febrero de 2013, después de tomar parte de un campamento en Turquía para buscar el fichaje de un equipo europeo, Sánchez fue contratado por el FC Vostok de la Liga Premier de Kazajistán. Sin embargo, Sanchéz se vio involucrado en el escándalo de amaños en juegos de la selección salvadoreña, y el 20 de septiembre la federación de fútbol de dicho país le suspendió de por vida de toda actividad relacionada con este deporte. Aunque la decisión había sido válida únicamente en el territorio nacional, en el mes de octubre la FIFA ratificó el proceso llevado a cabo por la federación salvadoreña, porque la sanción se extendió a nivel mundial. 
En septiembre de 2014 luego de haber sido llamado por el Juzgado 5o. De Paz en San Salvador para la primera audiencia que se realizó junto con otros 11 futbolista salvadoreños participantes en amaños de partidos y además acusados de encubrimiento de lavado de dinero (por las prácticas ya mencionadas) Se dio a conocer que Sánchez jugaría en Irak, en la Liga de Kurdistán, la cual si bien es profesional, no está reconocida por FIFA, por lo que el jugador no estaría infringiendo ninguna norma. El Zakho FC mandó una carta a la FESFUT donde pedía hacerse con los servicios de Sánchez. El Juzgado 5o. De Paz le dio la autorización para viajar siempre y cuando el jugador retorne a El Salvador cada vez que se le necesite. 

### Selección nacional
A nivel de selección nacional, ganó una medalla de oro como parte del combinado nacional salvadoreño que participó en los XIX Juegos Centroamericanos y del Caribe. En eliminatorias de Concacaf para la copa del mundo, debutó en los juegos clasificatorios para Alemania 2006 contra Bermudas; y, para las rondas eliminatorias de Sudáfrica 2010, fue titular en diecinueve partidos en los cuales se desempeñó como capitán del equipo.
Otras participaciones incluyen la Copa Uncaf 2009; y la Copa de Oro de la Concacaf de 2007, 2009, y 2011.

## Clubes
| Club                                  | País           | Año       | Partidos | Goles |
| ------------------------------------- | -------------- | --------- | -------- | ----- |
| Club Deportivo Juventud Independiente | El Salvador    | 1998-2000 |          |       |
| Club Deportivo Arcense                | El Salvador    | 2000-2002 |          |       |
| San Salvador Fútbol Club              | El Salvador    | 2002-2007 |          |       |
| Club Deportivo Chalatenango           | El Salvador    | 2007-2008 |          |       |
| Alianza Fútbol Club                   | El Salvador    | 2008-2009 | 32       | 5     |
| San Jose Earthquakes                  | Estados Unidos | 2009-2010 | 13       | 2     |
| Club Deportivo Águila                 | El Salvador    | 2010-2011 | 33       | 1     |
| Asociación Deportiva Isidro Metapán   | El Salvador    | 2011-2012 | 65       | 6     |
| FC Vostok Oskemen                     | Kazajistán     | 2013      | 28       | 0     |

### Carrera como legionario
Actualizado al último partido jugado el 5 de octubre de 2013.
| Club                                | Div.                | Temporada           | Liga  | Liga  | Copas nacionales | Copas nacionales | Copas internacionales | Copas internacionales | Total | Total |
| Club                                | Div.                | Temporada           | Part. | Goles | Part.            | Goles            | Part.                 | Goles                 | Part. | Goles |
| ----------------------------------- | ------------------- | ------------------- | ----- | ----- | ---------------- | ---------------- | --------------------- | --------------------- | ----- | ----- |
| San Jose Earthquakes Estados Unidos | 1.ª                 | 2009                | 10    | 2     | -                | -                | -                     | -                     | 10    | 2     |
| San Jose Earthquakes Estados Unidos | 1.ª                 | 2010                | 3     | 0     | -                | -                | -                     | -                     | 3     | 0     |
| San Jose Earthquakes Estados Unidos | Total               | Total               | 13    | 2     | 0                | 0                | 0                     | 0                     | 13    | 2     |
| FC Vostok Oskemen · Kazajistán      | 1.ª                 | 2013                | 28    | 0     | -                | -                | -                     | -                     | 28    | 0     |
| FC Vostok Oskemen · Kazajistán      | Total               | Total               | 28    | 0     | 0                | 0                | 0                     | 0                     | 28    | 0     |
| Zakho FC Kurdistán                  | 1.ª                 | 2014                | 26    | 7     | -                | -                | -                     | -                     | 26    | 7     |
| Zakho FC Kurdistán                  | Total               | Total               | 26    | 7     | 0                | 0                | 0                     | 0                     | 26    | 7     |
| Total en su carrera                 | Total en su carrera | Total en su carrera | 67    | 9     | 0                | 0                | 0                     | 0                     | 67    | 9     |

## Palmarés

### Trofeos nacionales
| Título          | Club              | País        | Año  |
| --------------- | ----------------- | ----------- | ---- |
| Torneo Apertura | AD Isidro Metapán | El Salvador | 2011 |
| Torneo Apertura | AD Isidro Metapán | El Salvador | 2012 |

### Copas internacionales
| Título                                                 | Club(*)                  | País        | Año  |
| ------------------------------------------------------ | ------------------------ | ----------- | ---- |
| Medalla de Oro en Juegos Centroamericanos y del Caribe | Selección de El Salvador | El Salvador | 2002 |

(*) Incluyendo la Selección